# مايك فورد (مغني)
مايك فورد هو مغني وكاتب أغاني كندي، ولد في 1962.

## وصلات خارجية
- مايك فورد على موقع ميوزك برينز (الإنجليزية)
- مايك فورد على موقع ديسكوغز (الإنجليزية)